# الدوري الألماني الشرقي 1974–75
الدوري الألماني الشرقي 1974–75 هو الموسم 28 من الدوري الألماني الشرقي. أقيم خلال الفترة 24 أغسطس 1974 وحتى 24 مايو 1975، وأشرف على تنظيمه الاتحاد الأوروبي لكرة القدم، وكان عدد الأندية المشاركة فيه 14، وفاز فيه نادي ماغديبورغ.